# Tsung-Dao Lee
 Der er for få eller ingen kildehenvisninger i denne artikel, hvilket er et problem. Du kan hjælpe ved at angive troværdige kilder til de påstande, som fremføres i artiklen.

Tsung-Dao Lee (李政道 Pinyin: Lǐ Zhèngdào) (født 24. november 1926 i Shanghai i Kina, død 4. august 2024) var en kinesisk-amerikansk fysiker.
Han blev tildelt Nobelprisen i fysik som 31-årig i 1957 sammen med Chen Ning Yang.